# Nyctemera specularis
Nyctemera specularis är en fjärilsart som beskrevs av Walker 1856. Nyctemera specularis ingår i släktet Nyctemera och familjen björnspinnare. Inga underarter finns listade i Catalogue of Life.